# Kajdziengozaur
Kajdziengozaur (Kaijiangosaurus) – rodzaj teropoda z grupy tetanurów (Tetanurae) żyjącego w środkowej jurze na obecnych terenach Chin, w skałach formacji Shaximiao. Został opisany przez He w 1984 roku w oparciu o kość jarzmową, kręgi szyjne oraz fragmenty obręczy barkowej i obu kończyn przednich. Ogólna morfologia kości jarzmowej przypomina tę monolofozaura, jednak z powodu zniszczenia skamieniałości nie można stwierdzić, czy także była pneumatyczna. Kręgi szyjne różniły się od kręgów monolofozaura, lecz przypominały należące do innych bazalnych tetanurów, takich jak Piatnitzkysaurus. Holtz, Molnar i Currie wspomnieli o kolejnych skamieniałościach kilku osobników reprezentujących większość szkieletu pozaczaszkowego, jednak szczątki te nie zostały formalnie opisane. Według autorów budowa łopatki wspiera hipotezę o przynależności kandziengozaura do tetanurów. Zhao i współpracownicy stwierdzają jednak, że jej proporcje przypominają występujące u ceratozaurów i niektórych bazalnych tetanurów – takich jak Piatnitzkysaurus – jednak są odmienne od proporcji występujących u innych bazalnych tetanurów, jak np. Megalosaurus, oraz bardziej bazalnych teropodów, takich jak Dilophosaurus. Kajdziengozaura jak dotąd nie uwzględniono w analizie kladystycznej, która mogłaby przybliżyć jego pozycję filogenetyczną.